# Nodozana cocciniceps
Nodozana cocciniceps är en fjärilsart som beskrevs av Paul Dognin 1912. Nodozana cocciniceps ingår i släktet Nodozana och familjen björnspinnare. Inga underarter finns listade i Catalogue of Life.